# José Comblin
José Comblin (Bruselas, 22 de marzo de 1923 - Simões Filho, 27 de marzo de 2011) fue un sacerdote católico belga, teólogo, exponente de la Teología de la Liberación.

## Biografía
Fue  ordenado sacerdote en 1947. Era Doctor en Teología de la Universidad Católica de Lovaina. 
Trabajó en América Latina desde 1958. Llegó a Campinas, Brasil, donde fue profesor Química y Física. Posteriormente fue asesor de la Juventud Obrera Católica. Hasta 1962 fue profesor de la Escuela Teológica de los Dominicos en São Paulo,  donde tuvo como alumnos a Ivone Gebara, Frei Betto y Frei Tito. Después fue profesor de Teología en Chile hasta 1965. 
Por invitación de Hélder Câmara fue a Recife, como profesor del Instituto de Teología. A partir de 1969 estuvo al frente de la creación de seminarios rurales en Pernambuco y Paraíba. La metodología utilizada era adaptada al ambiente social de los seminaristas. Esta experiencia estableció las bases para la llamada Teología del Azadón. Cayó entonces bajo las sospechas de la dictadura militar debido a un documento suyo que propuso un plan para una revolución violenta y una dictadura marxista en Brasil y fue expulsado de Brasil en 1971. Vivió entonces en Chile durante 8 años, donde estuvo al frente de la creación de un seminario em Talca, em 1978. En su libro La Ideología de la Seguridad Nacional, publicado em 1977, deconstruyó la doctrina que servía de base para las dictaduras militares en América Latina; entonces fue expulsado por Pinochet en 1980. 
De vuelta al Brasil, se radicó en Serra Redonda, Paraíba, donde fundó un seminario rural y estuvo al frente de la formación de animadores de Comunidades Eclesiales de Base. También era profesor en el curso de postgrado en Misiología de la Pontificia Universidad Católica de São Paulo.
Llamado Padre José por las personas con las que convivía. Creó varios movimientos misioneros laicos. En Ecuador fue asesor de Leonidas Proaño, obispo de Riobamba, uno de los principales defensorores de la opción preferencial por los pobres, asumida por la Iglesia Católica latinoamericana en las Conferencias Episcopales de Medellín y Puebla.
Teólogo de vasta experiencia. Su obra es vasta y polémica, con un fuerte carácter profético. Comblin estaba convencido de que la fe debía reflejarse criticamente a partir de la realidad de los pobres.
Comblin fue considerado uno de los principales exponentes de la Teología de la Liberación en Brasil. En 1995 fue a vivir en la Casa de Retiros São José, en Bayeux (Paraíba), donde participó de la formación de líderes populares y en la asesoría teológica. Los dos últimos años de su vida vivió en la Diócesis de Barra, en  Bahía.
Falleció el 27 de marzo de 2011, de un infarto cardíaco.

## Libros
Comblin publicó cerca de 65 libros y más de 300 artículos, principalmente en portugués, español y francés.Sua obra abarca trata diferentes temas: teología de la paz, de la ciudad, de la nación y de la revolución.
Entre sus obras están las siguientes
- Le Pouvoir Militaire en Amérique Latine. L’Idéologie de la Securité National. París, Éditions Jean Pierre Delarge, 1977.
- Théologie de la Révolution. París, Universitaires, 1970.
- The Church and the National Security State, Orbis Books, 1979.
- Teologia da Libertação, Teologia Neoconservadora e Teologia Liberal. trad. port., Petrópolis, Editora Vozes, 1985.
- Tiempo de acción: Ensayo sobre el Espíritu y la historia. Centro de Estudios Teológicos de la Amazonia (CETA), 1986.
- Teologia da Reconciliação. Ideologia ou Reforço da Libertação. trad. port., Petrópolis, Editora Vozes, 1986.
- A Força da Palavra. trad. port., Petrópolis, Editora Vozes, 1986.
- Doctrina de seguridad nacional, Editorial Nueva Década, 1989.
- Antropologia Cristã. trad. port., Petrópolis, Editora Vozes, 1990.
- Tres ensayos de José Comblin en América Latina, Centro de Estudios de la Realidad Contemporánea, 1996
- Viver na cidade - Pistas para a pastoral urbana. São Paulo: Editora Paulus, 1997. ISBN 8534906408.
- Curso básico para animadores de comunidades de base. São Paulo: Editora Paulus, 1997. ISBN 8534904421
- Cristãos rumo ao século XXI - Nova caminhada de libertação. São Paulo: Editora Paulus, 1997. ISBN 8534905347
- A nuvem do não-saber. São Paulo: Editora Paulus, 1998. ISBN 8534912416.
- Vocação para liberdade. São Paulo: Editora Paulus, 1998.
- Desafios dos cristãos do século XXI. São Paulo: Editora Paulus, 2000. ISBN 8534917043.
- NEOLIBERALISMO (O) - Ideologia dominante na virada do século. Perópolis: Editora Vozes, 2001. ISBN 8532622909
- Os desafios da cidade no século XXI. São Paulo: Editora Paulus, 2002. ISBN 8534920192.
- PASTORAL URBANA - O dinamismo na evangelização. Petrópolis: Editora Vozes, 3.ª edição: 2002. ISBN 8532622534.
- O povo de Deus, São Paulo: Editora Paulus, 2002. ISBN 8534918333
- O Caminho - Ensaio sobre o seguimento de Jesus. São Paulo: Editora Paulus, 2004. ISBN 8534922527.
- Quais os desafios dos temas teológicos atuais?. São Paulo: Editora Paulus, 2005. ISBN 8534923817.
- O que é a verdade?, São Paulo: Editora Paulus, 2005. ISBN 8534922993.
- Vaticano II - 40 anos depois, em coautoría com J. B. Libanio; José Comblin; José Oscar Beozzo; A. Lorscheider; J. M. Vigil. São Paulo: Editora Paulus, 2005. ISBN 8534923671.
- A vida - Em busca da liberdade. São Paulo: Editora Paulus, 2007. ISBN 9788534927.
- A profecia na Igreja. São Paulo: Editora Paulus, 2008. ISBN 9788534929899.